# Matzen und Angern

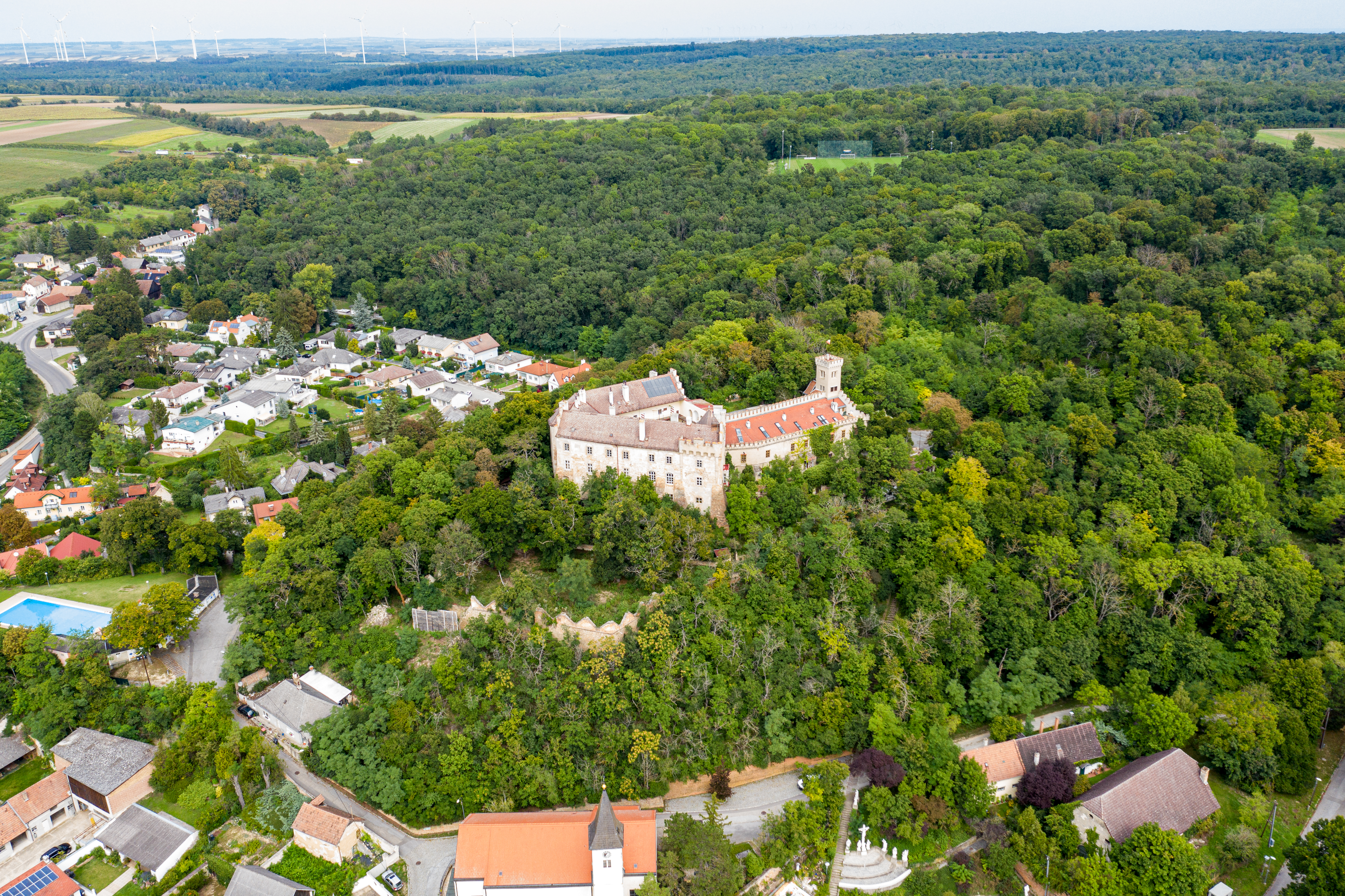
Schloss Matzen, Sitz der Verwaltung (2020)

Die Herrschaft Matzen und Angern war eine Grundherrschaft im Viertel unter dem Manhartsberg im Erzherzogtum Österreich unter der Enns, dem heutigen Niederösterreich.

## Ausdehnung
Die Herrschaft umfasste zuletzt die Ortsobrigkeit über Matzen, Martinsdorf, Spannberg, Großprottes, Kleinprottes, Angern, Mannersdorf, Ollersdorf, Tallesbrun, Wutzelburg und Velm. Der Sitz der Verwaltung befand sich im Schloss Matzen.

## Geschichte
Letzter Inhaber der Allodialherrschaft war der 1835 verstorbene Christian Kinsky von Wchinitz und Tettau. Während des noch nicht abgeschlossenen Erbschaftsverfahrens wurde die Herrschaft im Zuge der Reformen 1848/1849 aufgelöst.